# Ron Jeffries
Ron Jeffries és un dels fundadors de la  programació extrema (o 'XP'), una metodologia de desenvolupament de programari. Des de 1996 ensenya la metodologia XP en el projecte de Chrysler Comprehensive Compensation System, que va ser on es va utilitzar la  programació extrema per primera vegada. És autor de Extreme Programming Installed, el segon llibre publicat sobre XP. També ha escrit Extreme Programming Adventures in C#. A més, Jeffries és un dels 17 fundadors del manifest àgil Arxivat 2021-03-27 a Wayback Machine.